# Vibeuf
Vibeuf és un municipi francès situat al departament del Sena Marítim i a la regió de Normandia. L'any 2007 tenia 642 habitants.

## Demografia

### Població
El 2007 la població de fet de Vibeuf era de 642 persones. Hi havia 202 famílies de les quals 21 eren unipersonals (17 homes vivint sols i 4 dones vivint soles), 62 parelles sense fills, 111 parelles amb fills i 8 famílies monoparentals amb fills.
La població ha evolucionat segons el següent gràfic:
Habitants censats

### Habitatges
El 2007 hi havia 228 habitatges, 208 eren l'habitatge principal de la família, 13 eren segones residències i 6 estaven desocupats. 223 eren cases i 2 eren apartaments. Dels 208 habitatges principals, 178 estaven ocupats pels seus propietaris, 28 estaven llogats i ocupats pels llogaters i 2 estaven cedits a títol gratuït; 1 tenia una cambra, 7 en tenien dues, 20 en tenien tres, 32 en tenien quatre i 149 en tenien cinc o més. 167 habitatges disposaven pel capbaix d'una plaça de pàrquing. A 74 habitatges hi havia un automòbil i a 125 n'hi havia dos o més.

### Piràmide de població
La piràmide de població per edats i sexe el 2009 era:
| Homes | Edats   | Dones |
| ----- | ------- | ----- |
| 0     | 95 o +  | 0     |
| 0     | 90 a 94 | 4     |
| 0     | 85 a 89 | 4     |
| 0     | 80 a 84 | 0     |
| 0     | 75 a 79 | 4     |
| 20    | 70 a 74 | 4     |
| 8     | 65 a 69 | 16    |
| 0     | 60 a 64 | 4     |
| 12    | 55 a 59 | 0     |
| 8     | 50 a 54 | 20    |
| 40    | 45 a 49 | 20    |
| 20    | 40 a 44 | 32    |
| 20    | 35 a 39 | 24    |
| 16    | 30 a 34 | 12    |
| 8     | 25 a 29 | 20    |
| 12    | 20 a 24 | 20    |
| 32    | 15 a 19 | 40    |
| 12    | 10 a 14 | 40    |
| 20    | 5 a 9   | 12    |
| 16    | 0 a 4   | 8     |

## Economia
El 2007 la població en edat de treballar era de 437 persones, 331 eren actives i 106 eren inactives. De les 331 persones actives 312 estaven ocupades (174 homes i 138 dones) i 17 estaven aturades (5 homes i 12 dones). De les 106 persones inactives 27 estaven jubilades, 43 estaven estudiant i 36 estaven classificades com a «altres inactius».

### Ingressos
El 2009 a Vibeuf hi havia 213 unitats fiscals que integraven 643 persones, la mediana anual d'ingressos fiscals per persona era de 18.871 €.

### Activitats econòmiques
Dels 20 establiments que hi havia el 2007, 2 eren d'empreses alimentàries, 2 d'empreses de fabricació d'altres productes industrials, 4 d'empreses de construcció, 3 d'empreses de comerç i reparació d'automòbils, 1 d'una empresa d'hostatgeria i restauració, 1 d'una empresa immobiliària, 5 d'empreses de serveis, 1 d'una entitat de l'administració pública i 1 d'una empresa classificada com a «altres activitats de serveis».
Dels 5 establiments de servei als particulars que hi havia el 2009, 1 era un taller de reparació d'automòbils i de material agrícola i 4 fusteries.
L'únic establiment comercial que hi havia el 2009 era una carnisseria.
L'any 2000 a Vibeuf hi havia 12 explotacions agrícoles que ocupaven un total de 205 hectàrees.

## Equipaments sanitaris i escolars
El 2009 hi havia una escola elemental integrada dins d'un grup escolar amb les comunes properes formant una escola dispersa.

## Poblacions més properes
El següent diagrama mostra les poblacions més properes.